# ريتشارد فرانكلين همفريز
ريتشارد فرانكلين همفريز (بالإنجليزية: Richard Franklin Humphreys)‏ هو فيزيائي أمريكي، ولد في 16 مايو 1911، وتوفي في 8 أغسطس 1968.